# Sydney Lamb
Sydney MacDonald Lamb (nascut el 4 de maig de 1929 a Denver, Colorado) és un lingüista estatunidenc i professor a la Universitat de Rice; la seva gramàtica estratificacional és una teoria alternativa significativa a la gramàtica generativa transformacional de Chomsky.
S'ha especialitzat en neurolingüística i en aproximació estratificacional a la comprensió del llenguatge.
Lamb va obtenir el seu graduat a la Universitat de Califòrnia, Berkeley el 1958 i hi va ensenyar entre 1956 i 1964. La seva dissertació va ser una gramàtica de la llengua mono de la família uto-asteca, sota la direcció de Mary R. Haas i Murray B. Emeneau. En 1964 començà a ensenyar a la Universitat Yale després d'unir-se als Semionics Associates a Berkeley (Califòrnia) el 1977. Lamb ha investigat en llengües ameríndies, específicament en les centrades geogràficament a Califòrnia. Les seves aportacions han estat d'abast ampli, incloent la lingüística diacrònica, la lingüística computacional, i la teoria de l'estructura lingüística. El seu treball va conduir als dissenys innovadors de maquinari de memòria de contingut direccionable per a microordinadors.
Lamb és més conegut com a pare de la teoria de les xarxes relacionals de la llengua, que també es coneix com a "teoria estratificacional". A prop del final del mil·lenni, va començar a desenvolupar la teoria més enllà i explorar les seves possibles relacions amb estructures neurològiques i processos de pensament. Els seus primers treballs van desenvolupar el concepte de "semema" com un objecte semàntic, de manera anàloga als de morfema o fonema en lingüística; això va ser una de les inspiracions de la teoria de la dependència conceptual de Roger Schank, una metodologia per a la representació de significat llenguatge directament al moviment d'intel·ligència artificial de les dècades de 1960 i 1970.
En 1999 fou publicat el seu llibre Pathways of the Brain: The Neurocognitive Basis of Language on expressava algunes de les seves idees.